# Pluchea baccharis
Pluchea baccharis là một loài thực vật có hoa trong họ Cúc. Loài này được (Mill.) Pruski mô tả khoa học đầu tiên năm 2005.